# Міський музей «Лакенхал» (Лейден)
Міськи́й музе́й «Ла́кенхал» (нід. Museum De Lakenhal) — художній та краєзнавчий музей у нідерландському місті Лейден. Розташований у будівлі гільдії ткачів, яка має статус національної пам'ятки (нід. rijksmonument). Експозиція музею має кілька напрямків: історія міста Лейден, історія текстильної справи в Лейдені, творчість художників-уродженців міста.

## Будівля музею

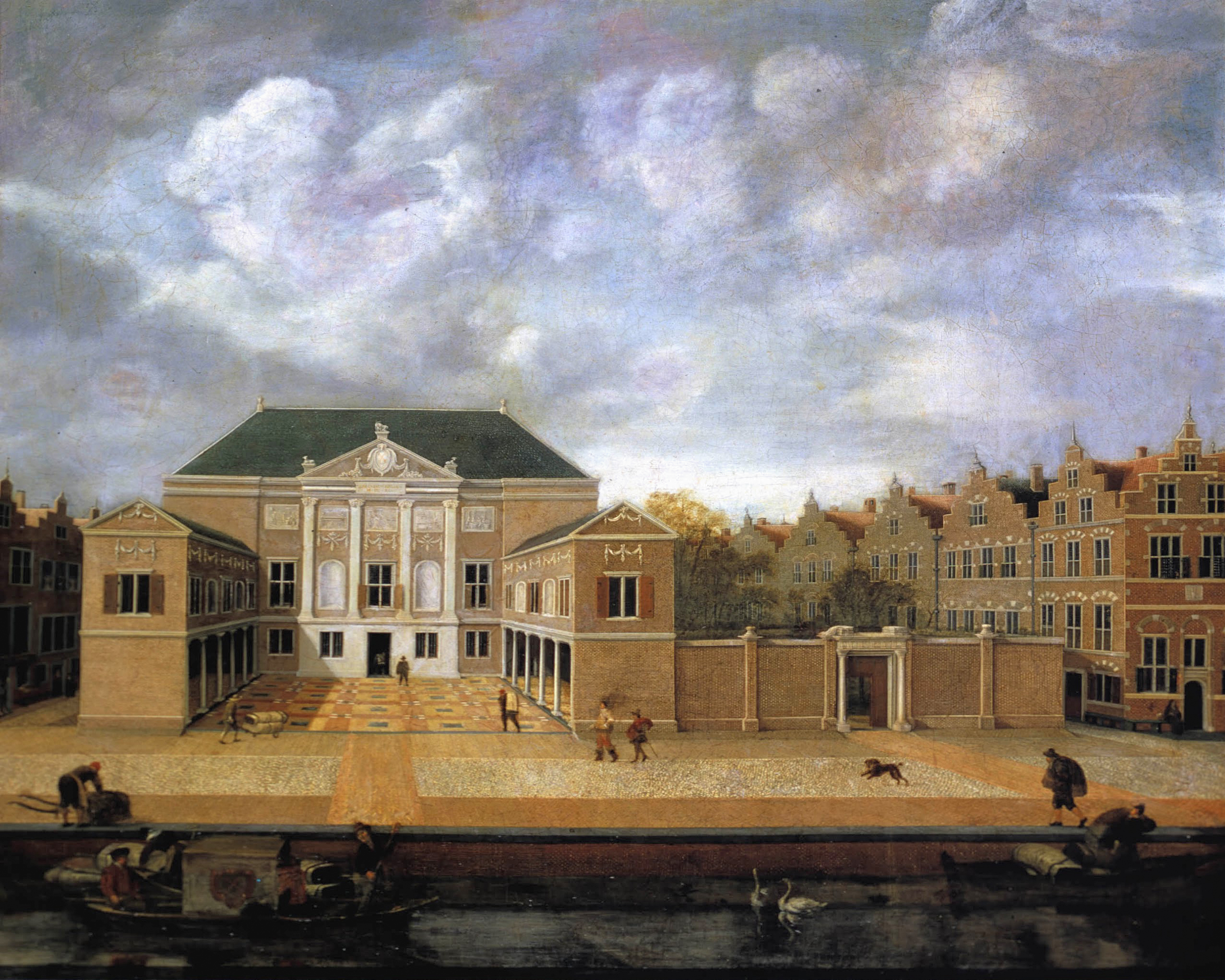
Лакенхал у 1642 році. Малюнок Сюзанни ван Стенвейк

У XIV столітті в Лейдені почала розвиватися текстильна промисловість, яка у XVII столітті досягла вершини свого розвитку. В ті часи ще не існувало великих мануфактур, а майстри-ткачі діяли окремо. З часом вони об'єдналися в гільдію, яка координувала торгівлю тканинами та одягом, проводила сертифікацію товарів та забезпечувала взаємозв'язок між ткачами та міською владою.
8 травня 1639 року міська влада Лейдена вирішила збудувати нову будівлю, де розташовувалося б керівництво гільдії ткачів і де усі текстильні вироби мали проходили сертифікацію та отримувати спеціальне клеймо — знак якості. Розробку проекту та керування будівництвом поклали на міського архітектора Арента ван Гравесанде, який збудував справжній палац у стилі класицизму. 8 серпня 1641 року міська влада офіційно відкрила новий «Будинок тканин» — Лакенхал (Laecken-Halle). Окрім гільдії ткачів, в Лакенхалі також базувалася гільдія броварів.
У 1820 році, внаслідок падіння текстильної промисловості, Лакенхал втратив своє значення як сертифікаційного центру тканин і одягу. Тут перебували різні організації, зокрема, міська торгова палата і холерний шпиталь. 1869 року Лакенхал почали перебудовувати за проектом архітектора Й. В. Схаапа (J.W. Schaap) для розміщення на третьому поверсі міського музею. Тоді ж у будівлі з'явилися парадні сходи. 1922 року до будівлі музею прибудували східне крило.
У 2016 році планується капітальна реставрація музею, протягом якої музей буде недоступним для відвідувачів.

## Історія музею

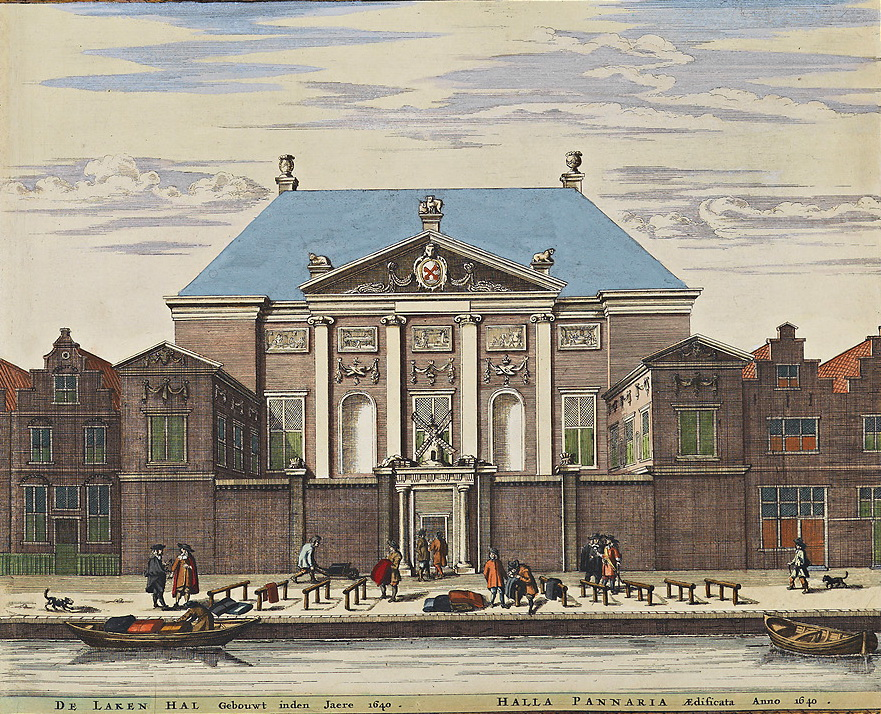
Лакенхал у 1698 році

1 жовтня 1824 року у приміщенні міської ратуші відкрилася чотириденна виставка на честь річниці зняття облоги Лейдена. На виставці було представлено понад сто історичних реліквій та артефактів, наданих виставці мешканцями міста. Це була перша спроба зібрати експонати, що стосуються історії міста.
У травні 1867 року спеціальна «Комісія із захисту об'єктів, що мають археологічну та художню цінність» зібрала на другому поверсі міської ратуші значну колекцію картин, написаних художниками, що народилися та/або працювали в Лейдені. Необхідність створення відкритого для публіки музею стала очевидною і вже 28 грудня 1868 року міська влада наказала виділити для зберігання об'єктів історичної та художньої цінності частину колишнього «Будинку тканин», Лакенхала. Спочатку музей розташовувався на третьому поверсі будівлі, але вже у 1972–1874 роках зайняв частину інших приміщень. 1872 року міська колекція картин і історичних експонатів переїхала з будівлі міської ратуші до Лакенхала. 3 жовтня 1872 року, у день річниці зняття облоги Лейдена, музей відкрили для публіки, але вже незабаром кількість відвідувачів (більше 4 000 осіб) показала, що музею не вистачає виділених спочатку приміщень. Міська рада вирішила передати музею і другий поверх Лакенхала. 1 травня 1874 року відбулося урочисте офіційне відкриття музею «об'єктів історичної та археологічної цінності».
20 травня 1890 року відкрилася нова виставкова зала, присвячена художній течії модерн. Тут експонувалося 109 картини 49 художників-лейденців, зокрема, Флоріса Верстера і Менсо Камерлінга Оннеса.
1893 року до музею з міського архіву переїхала колекція старовинних книг із зразками тканин, що з 1690 по 1791 рік використовувалися гільдією ткачів для оцінки якості вироблених тканин і одягу.
У 1918 році знову стало ясно, що музей потребує додаткового місця. У травні того ж року музей отримав значний благодійний внесок від приватного благодійника, за рахунок якого розширення і перебудова будівля музею стали можливими. 5 квітня 1922 року відбулося офіційне відкриття нового крила будівлі, яке збільшило площу музею майже удвічі. Також у розпорядження музею відійшли перший поверх і підвал, переобладнаний для зберігання колекцій музею.
У 2010 році музей «Лакенхал» отримав Музейний приз Південної Голландії (нід. Museumprijs Zuid-Holland).

## Експозиція

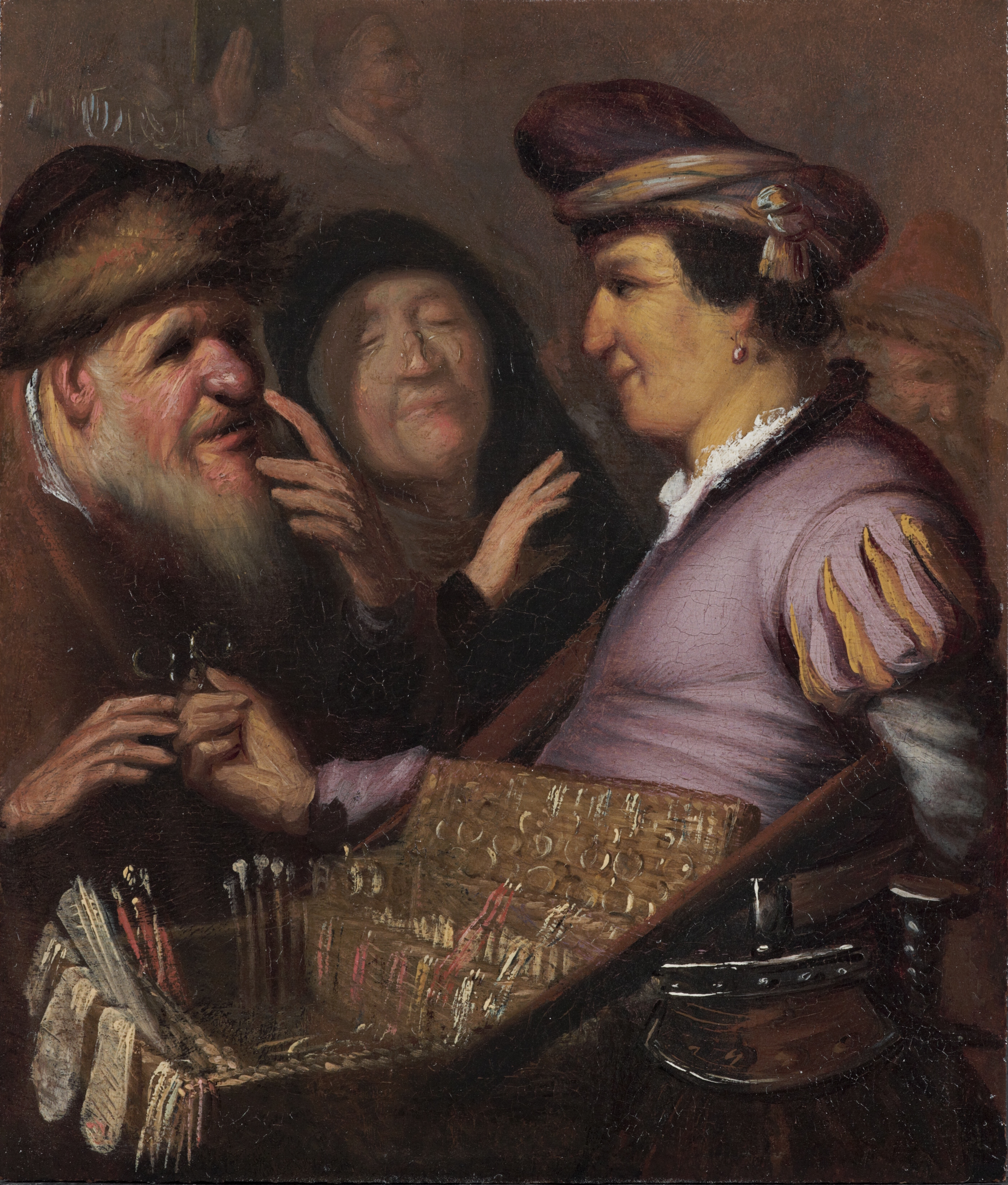
Рембрандт ван Рейн. Продавець окулярів

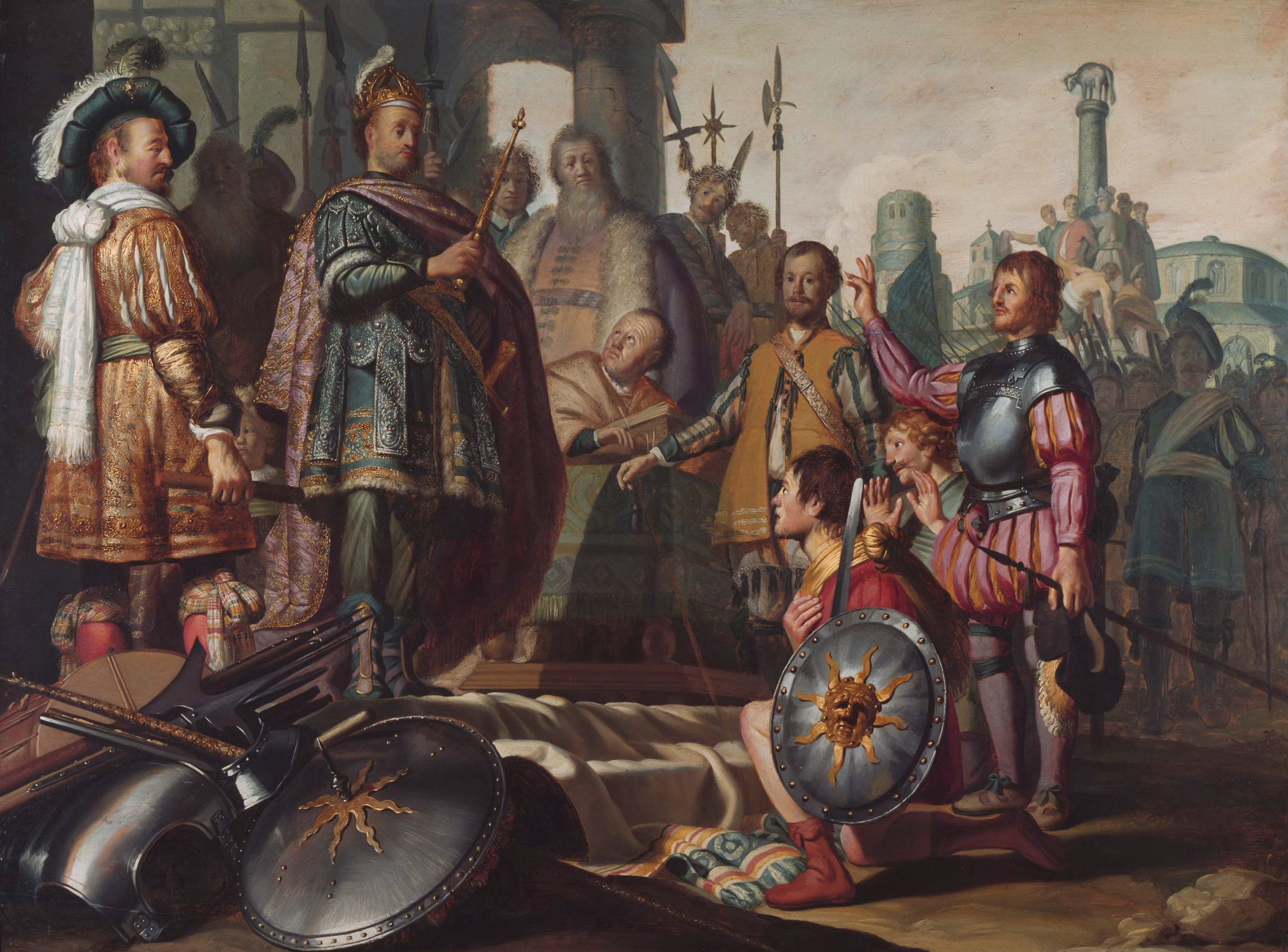
Рембрандт ван Рейн. Історичний сюжет з автопортретом

Експозиція музею розділена на кілька напрямків:
- образотворче мистецтво (колекція картин художників, що народилися та/або працювали в Лейдені);
- декоративно-ужиткове мистецтво (колекція посуду, побутових речей, меблів, кахлів XVI–XVIII століть);
- історія текстильної промисловості в Лейдені
- історія міста Лейден, зокрема, історія облоги Лейдена 1574 року.

На першому поверсі музею розміщена колекція картин лейденських художників XVI–XX століть. Найвідомішим з них є Рембрандт ван Рейн, проте у музеї зберігається лише дві його картини — «Продавець окулярів» (найперша відома картина Рембрандта, написана близько 1623 року) та «Історичний сюжет з автопортретом», а також кілька офортів. Також серед картин музею є значна колекція творів майстрів як «Золотого віку Нідерландів», так і епохи бароко — Яна Лівенса, Яна ван Гоєна, Герарда Доу, Яна ван Міріса, Франса ван Міріса-старшого, Франса ван Міріса-молодшого, Абрахама ван ден Темпеля, Корнеліса Енгелбрехтсена, Габріеля Метсю. «Родзинкою» колекції є триптих Луки Лейденського «Страшний суд».
Окрім художників Північного ренесансу і бароко, в колекції музею «Лакенхал» зберігаються твори нідерландських художників 1880–1950 років, які народилися або працювали в Лейдені. Серед них — Флоріс Верстер, Йохан Торн-Пріккер, Тео ван Дусбург, Ян Тороп, Хендрік Валк, Харм Камерлінг Оннес та інші.
Також на першому поверсі музею зберігаються колекції старовинного посуду, порцеляни, кахлів, побутових речей.
Другий поверх музею «Лакенхал» у значній мірі присвячений історії ткацтва в Лейдені. Тут експонуються старовинне ткацьке приладдя, книги із зразками тканин, старовинний одяг тощо. У кількох залах збереглися старовинні інтер'єри. Стіни прикрашені картинами середньовічного художника та мера Лейдена Ісаака ван Сваненбурга, де зображуються різні стадії виготовлення тканин та одягу.
Третій поверх музею присвячений історії Нідерландської революції та, зокрема, облозі Лейдена 1574 року. В експозиції — мідний іспанський казан, в якому знайшли гюцпот, послання Вільгельма I мешканцям Лейдена, іспанська і голландська зброя тих часів, картини, де зображені основні моменти облоги Лейдена, великий старовинний гобелен із мапою околиць Лейдена XVI століття тощо.
У музеї проводяться численні тематичні виставки та тимчасові експозиції. Частиною музею «Лакенхал» є будівля старої борошномельної фабрики на сході історичного центру Лейдена, перетворена на виставковий простір сучасного мистецтва.

## Галерея

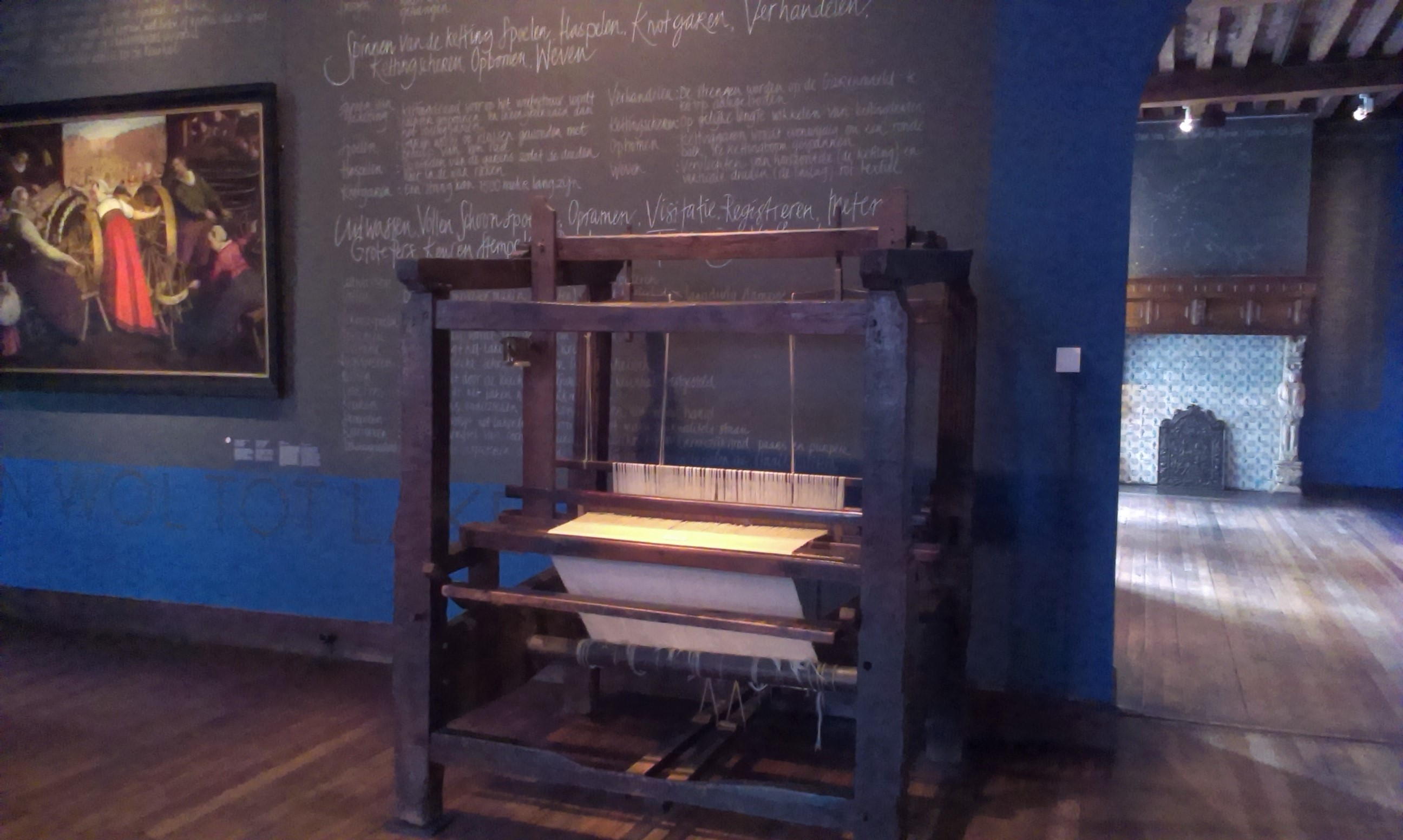
Старовинний ткацький верстат
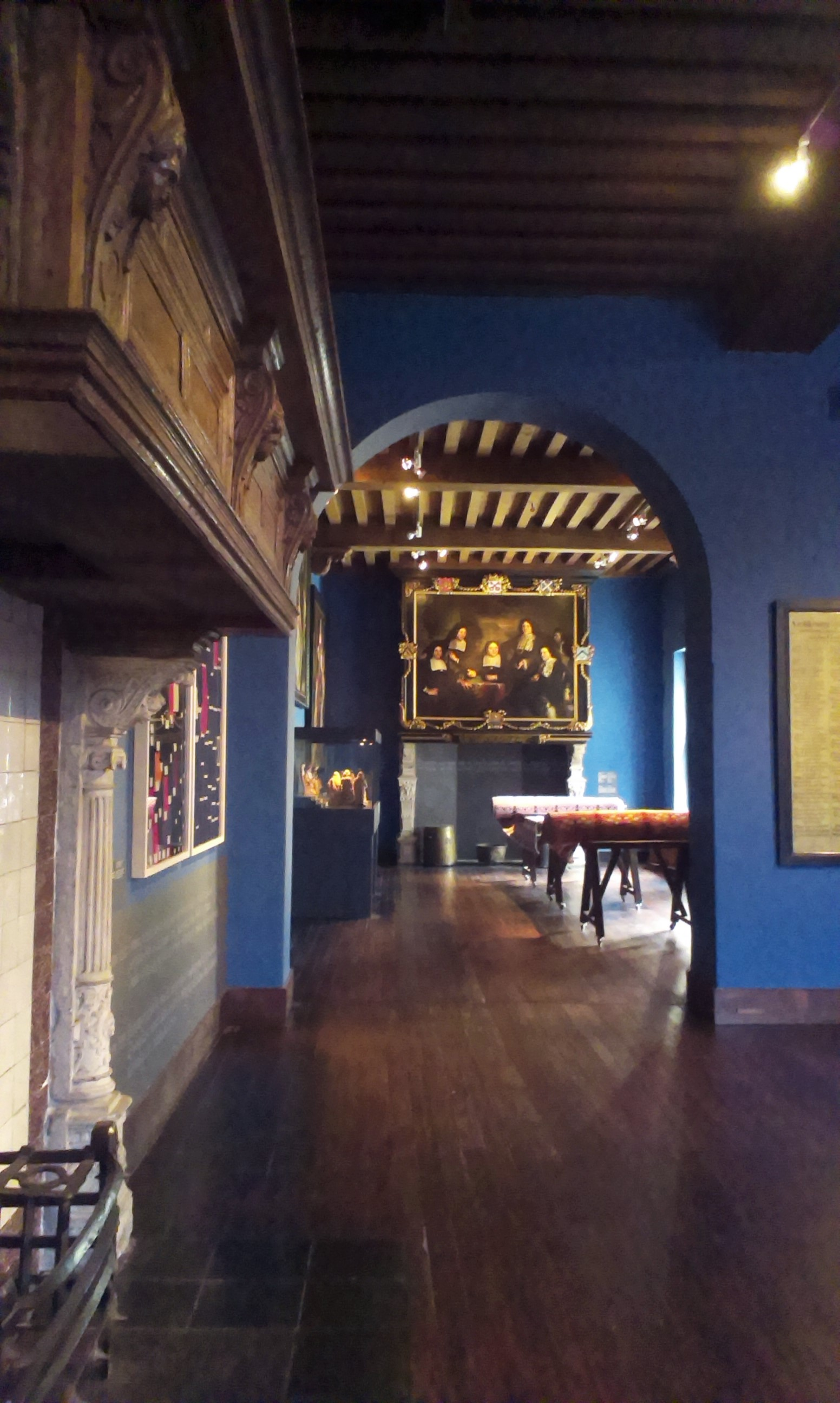
Зали другого поверху
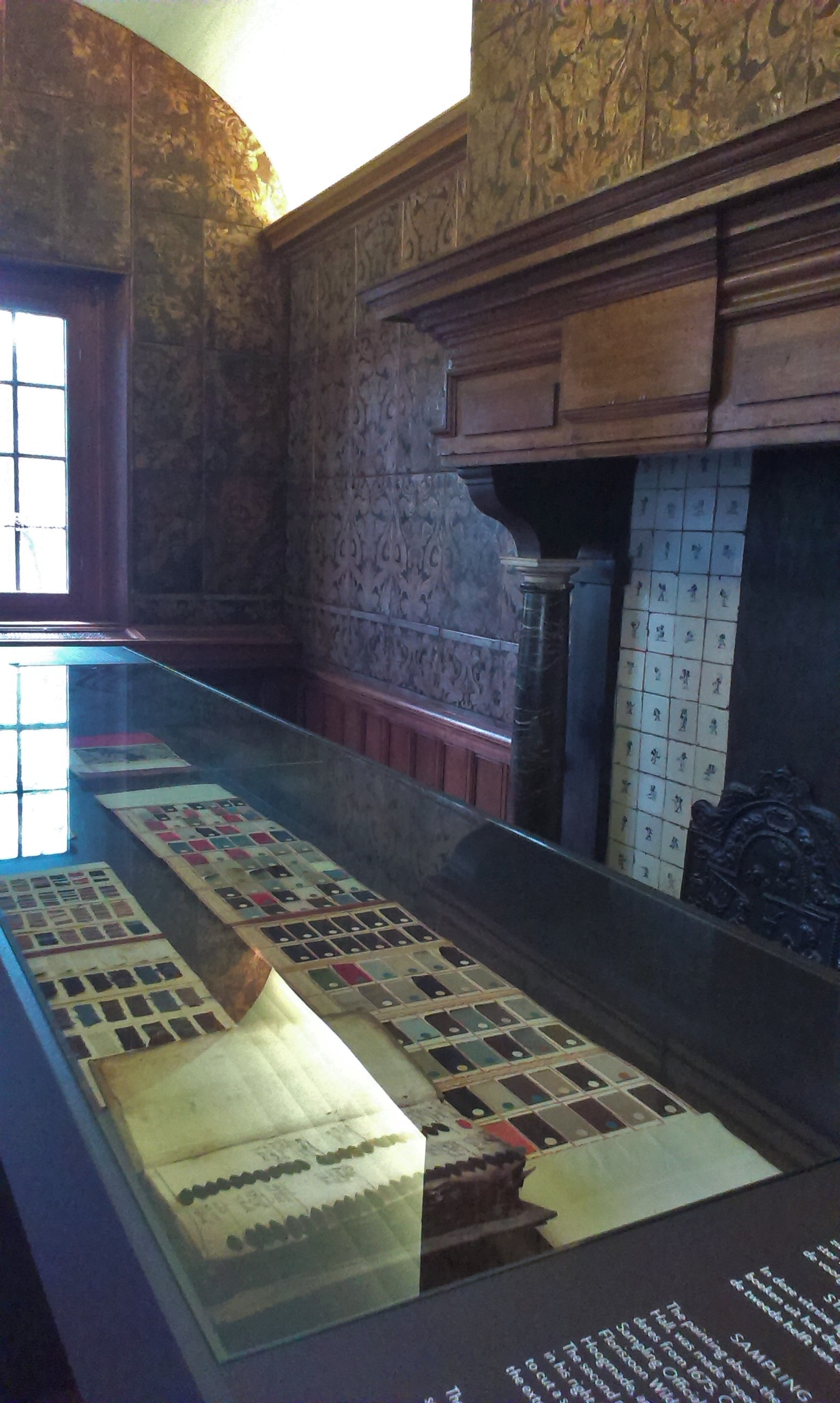
Кімната, де зберігаються книги із зразками тканин
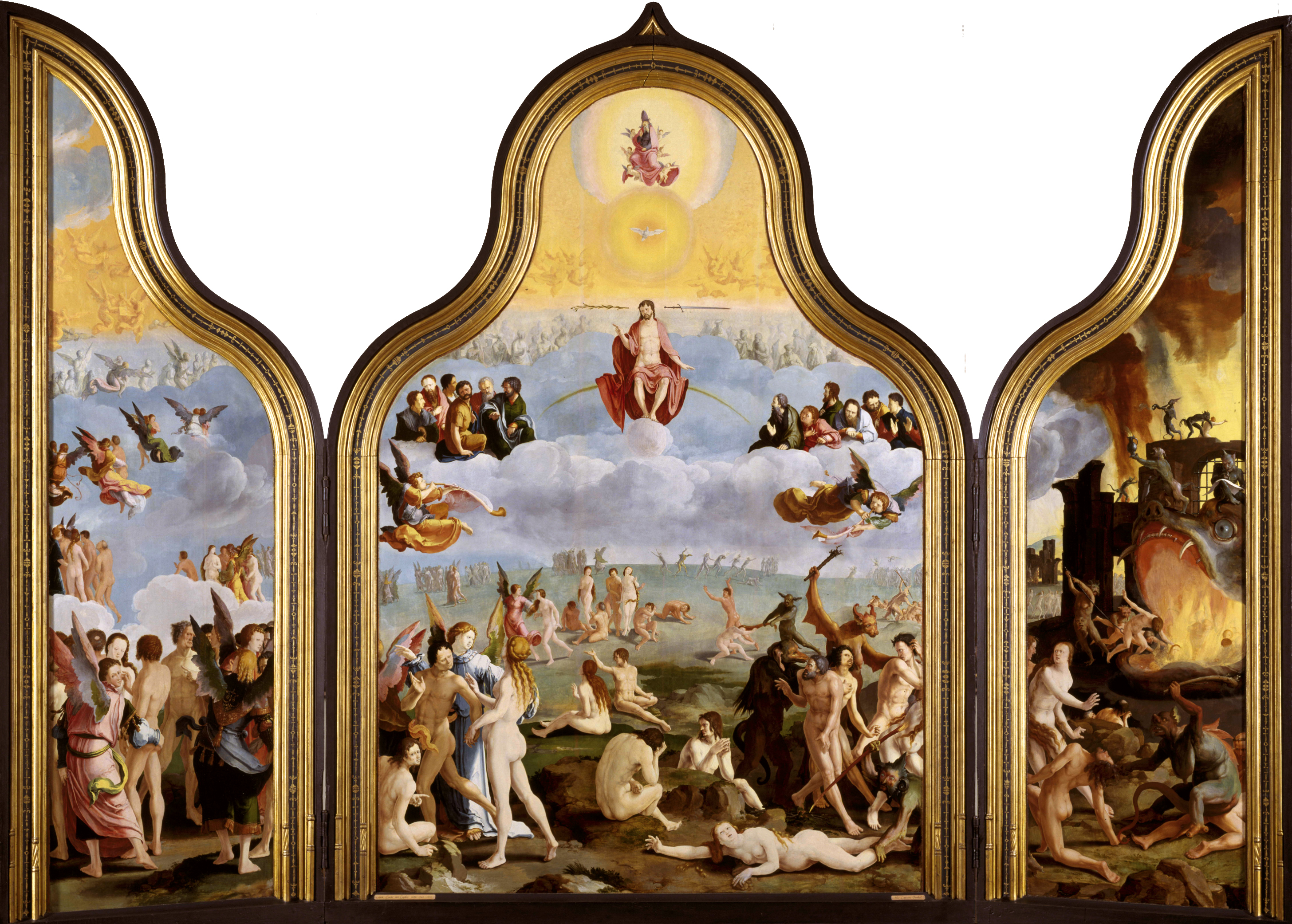
Лука Лейденський. Триптих «Страшний суд»
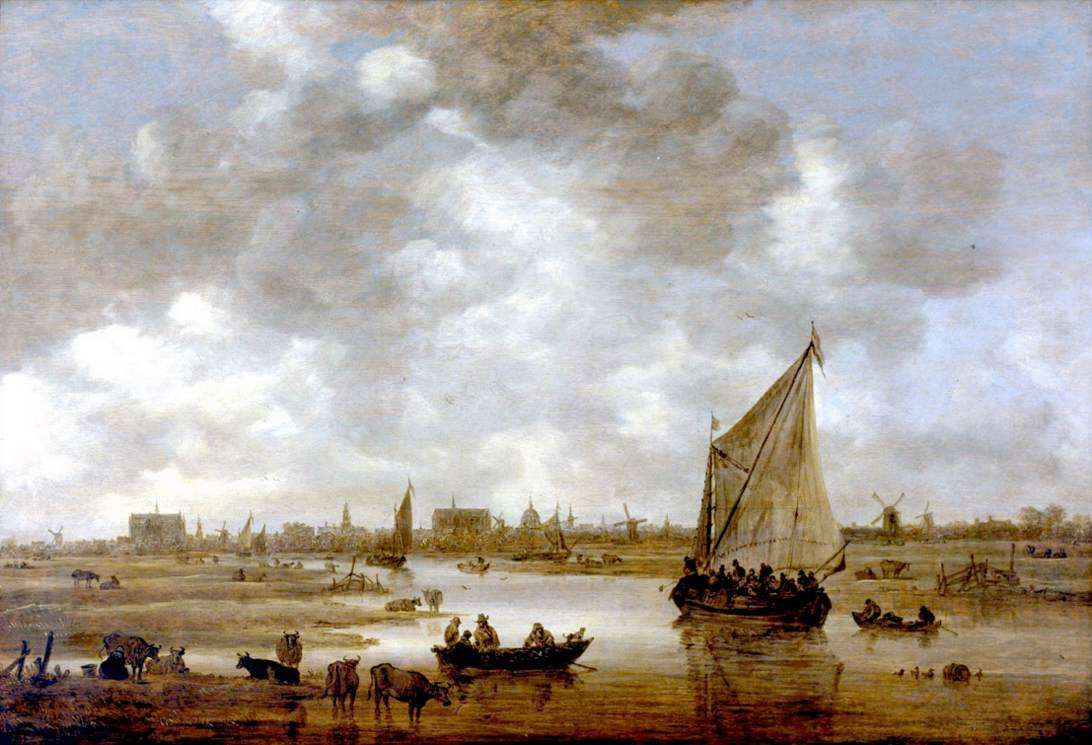
Ян ван Гоєн. Вид Лейдена з північного сходу
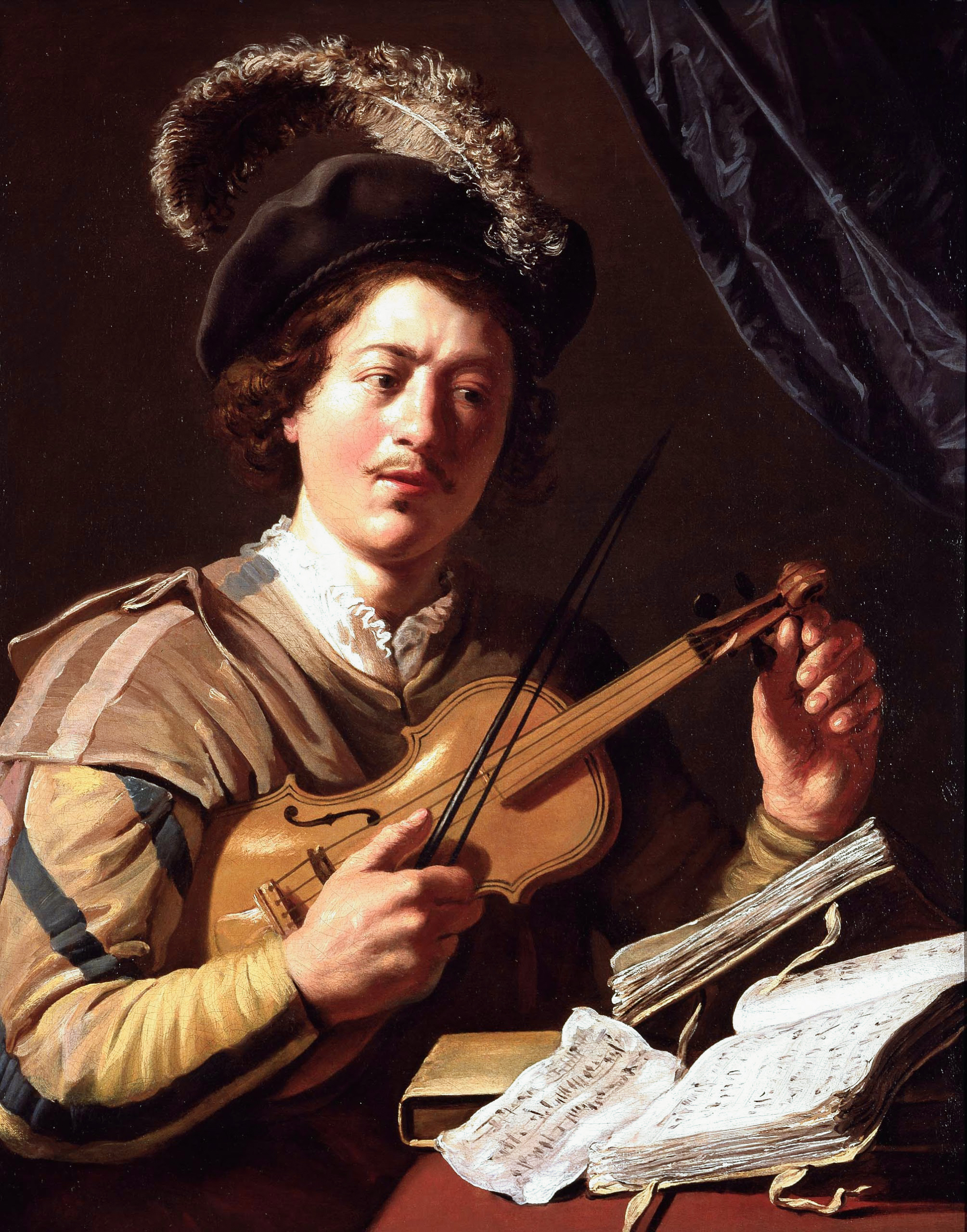
Ян Лівенс. Скрипаль
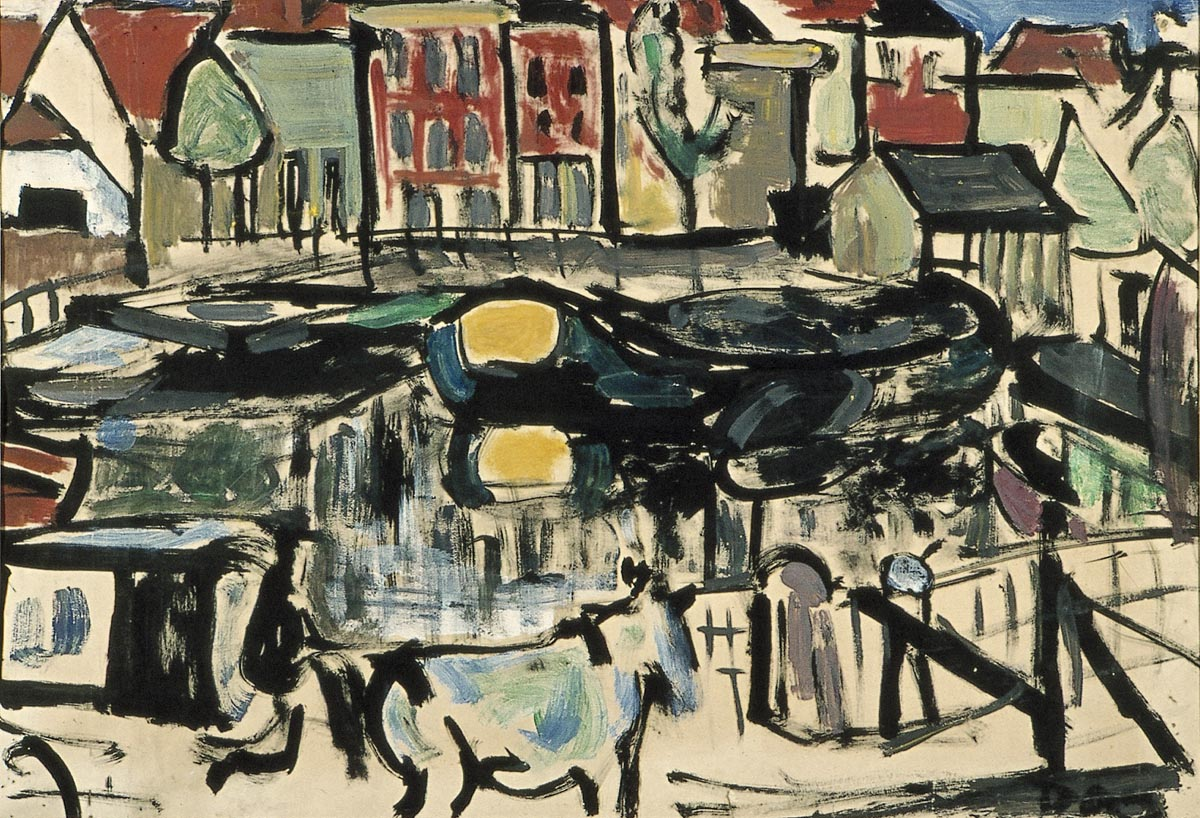
Тео ван Дусбург. Міський пейзаж із човном

## Цікаві факти
- В амстердамській дільниці Остувер (нід. Oostoever) є вулиця, названа на честь музею «Лакенхал».